# Vile Live
Vile Live este un album live al trupei Cannibal Corpse lansat în 2007 prin casa de discuri Metal Blade Records.

## Piese
1. Devoured by Vermin
2. Mummified in Barbed Wire
3. Perverse Suffering
4. Disfigured
5. Bloodlands
6. Puncture Wound Massacre
7. Relentless Beating
8. Absolute Hatred
9. Eaten from Inside
10. Orgasm Through Torture
11. Monolith